# Sary-Tash
Sary-Tash (ryska: Сары-Таш) är en ort i Kirgizistan. Den ligger i oblastet Osj, i den sydvästra delen av landet, 400 km söder om huvudstaden Bisjkek. Sary-Tash ligger 3 166 meter över havet och antalet invånare är 1 427.
Terrängen runt Sary-Tash är varierad. Runt Sary-Tash är det mycket glesbefolkat, med 7 invånare per kvadratkilometer. Det finns inga andra samhällen i närheten. Trakten runt Sary-Tash består i huvudsak av gräsmarker.